# ヌマーナ
ヌマーナ（伊: Numana）は、イタリア共和国マルケ州アンコーナ県にある、人口約3,700人の基礎自治体（コムーネ）。

## 地理

### 位置・広がり
アンコーナ県のコムーネ。県都・州都アンコーナから南東へ14kmの距離にある。

### 隣接コムーネ
隣接するコムーネは以下の通り。括弧内のMCはマチェラータ県所属を示す。
- カステルフィダルド
- ポルト・レカナーティ (MC)
- シローロ

### 気候分類・地震分類
ヌマーナにおけるイタリアの気候分類 (it) および度日は、zona D, 1789 GGである。
また、イタリアの地震リスク階級 (it) では、zona 2 (sismicità media) に分類される。

## 行政

### 分離集落
ヌマーナには、以下の分離集落（フラツィオーネ）がある。
- Marcelli, Svarchi, Taunus